# Protest
Protest (od łac. protestari – zaświadczać) – przeciwstawienie się jakiemuś działaniu czy sytuacji, odbieranym przez osobę protestującą jako niesłuszne, na przykład ze względów politycznych, moralnych czy sprzeczności z zasadami współżycia społecznego. Protest może mieć różne formy, od masowych  strajków czy demonstracji do zachowań bardziej indywidualnych i symbolicznych, jak noszenie określonych ubiorów czy odznak (przykładem mogą być żałobne suknie kobiet i czarna biżuteria po powstaniu styczniowym, oporniki w czasie stanu wojennego czy pomarańczowa odzież w okresie pomarańczowej rewolucji na Ukrainie).
Geneza, formy i natężenie protestów są wyjaśniane m.in. przez teorie deprywacji relatywnej, możliwości politycznych i mobilizacji zasobów.
Aktywność protestacyjna ruchów społecznych jest jednym z czynników związanych z popularyzacją wartości demokratycznych i praw człowieka w XX wieku.